# Anthony Bray
Pour les articles homonymes, voir Bray et Abaddon.
Anthony Bray, né le 17 septembre 1957, plus connu sous le pseudonyme d’Abaddon, est un batteur britannique.
Il est célèbre pour avoir été de 1979 à 1998 le batteur du groupe de heavy metal anglais Venom. Il fait partie de la formation originelle du groupe.
Abaddon, longtemps leader et âme pensante du groupe Venom, a finalement quitté celui-ci en 1998 à la suite d'une querelle avec ses deux partenaires historiques, Cronos et Mantas.
Après avoir réalisé un album solo en 2000 (I Am Legion), Abaddon s'est éloigné du devant de la scène Metal et se consacre depuis à de petits groupes méconnus de l'underground britannique.
Il est aujourd'hui roadie pour le groupe Tyson Dog.
En 2015, Abaddon est invité à jouer quelques morceaux avec M:Pire of Evil (groupe des ex-Venom Mantas et Tony Dolan) au Keep It True Festival. S'ensuit la formation de Venom Inc, composé de Mantas, Tony "Demolition Man" Dolan et Abaddon.

## Discographie

### AvecVenom
- 1981 : Welcome To Hell
- 1982 : Black Metal
- 1984 : At War With Satan
- 1985 : Possessed
- 1986 : Eine Kleine Nachtmusik (live)
- 1987 : Calm Before The Storm
- 1989 : Prime Evil
- 1991 : Temples Of Ice
- 1992 : The Waste Lands
- 1997 : Cast In Stone
- 2002 : In League With Satan (compilation 2 CD)
- 2002 : Kissing The Beast (compilation 2 CD)
- 2005 : MMV (anthologie 4 CD)

### Album solo
- 2000 : I Am Legion